# ثعبان
ثُعبان (به انگلیسی: Thuban) یا آلفای اژدها (α Draconis، به اختصار Alpha Dra یا α Dra) یک ستاره (یا سامانهٔ ستاره‌ای) است که در صورت فلکی اژدها قرار دارد. اگرچه این ستاره در آسمان شب نیم‌کرهٔ شمالی به خاطر کم‌نور بودنش چندان راحت دیده نمی‌شود، اما در زمانی دور، ستاره‌ای بسیار مهم بود زیرا از هزارهٔ چهارم تا دوم پیش از میلاد، ستارهٔ قطبی شمالی کرهٔ زمین به حساب می‌آمد.
این ستاره با وجودی که در روش نامگذاری بایر آلفا نامیده شده‌است، اما قدر ظاهری ثعبان ۳٫۶۵ است یعنی ۳٫۷ مرتبه کم‌نورتر از التَنین (گاما اژدها)، پرنورترین ستارهٔ این صورت‌فلکی با قدر ظاهری ۲٫۲۴ است.

## نامگذاری
اسم ستاره در روش نامگذاری بایر α Draconis (لاتینِ آلفای اژدها) است.
اسم سنتی این ستاره در زبان‌های اروپایی برگرفته از کلمهٔ عربی ثعبان به معنی مار است. گاهی به آن دم اژها یا ادیب هم می‌گویند. در سال ۲۰۱۶ اتحادیه بین‌المللی اخترشناسی کارگروهی برای اسم ستاره‌ها تشکیل داد که به اختصار WGSN نامیده می‌شود. وظیفه این کارگروه فهرست کردن و استاندارد کردن اسامی مناسب برای ستاره‌هاست. در نخستین اثر منتشر شده از این کارگروه در جولای ۲۰۱۶ ثعبان برای این ستاره انتخاب شد. حالا همین اسم در فهرست ستاره‌های IAU وارد شده‌است.

## پدیداری
ثعبان در شرایط رصدی به نسبت خوب، تقریباً راحت پیدا و دیده می‌شود. اگرچه پیدا کردن ستاره قطبی امروزی، با امتداد دو ستارهٔ انتهای صورتواره هفت اورنگ (به آن ملاقه یا شیر جوش هم می‌گویند) یعنی دبّه و مراق، روش بسیار شناخته شده‌ای است، اما کمتر گفته شده که با امتداد ستاره‌های داخلی ملاقه، می‌توان در ۱۵ درجه‌ای مغرز به ثعبان رسید. ثعبان آن قدر پرنور نیست که در مناطقی با آلودگی نوری زیاد، دیده شود.

## ستاره قطبی
ثعبان به دلیل حرکت تقدیمی محور چرخش زمین، در دوره‌ای برای چشم‌های بدون ابزار ستاره قطبی به نسبت دقیقی بود. این ستاره از حدود ۳۹۴۰ پیش از میلاد که جانشین خرک یکم در صورت‌فلکی گاوران شد، تا حدود ۱۷۹۰ پیش از میلاد که کاپا اژدها در شمال آن قرار گرفت، شمال آسمان را نشان می‌داد. در سال ۲۸۳۰ پیش از میلاد فاصلهٔ این ستاره تا قطب شمال آسمان کمتر از ده دقیقهٔ قوسی بود. این کمترین فاصلهٔ این ستاره با قطب شمال آسمان بود. تا ۲۰۰ سال، اختلاف این ستاره با قطب در حد یک درجه باقی ماند و حتی تا ۹۰۰ سال بعد هم با خطای کمتر از ۵ درجه، نشانه‌ای برای شمال بود. تا ۱۹۰۰ سال پیش از میلاد، وقتی ستارهٔ به مراتب پرنورتر کوکب کم‌کم به شمال نزدیک می‌شد، همچنان به عنوان ستارهٔ قطبی پذیرفته شده بود.
حدود ۴۸۰۰ سال است که ثعبان در حال دور شدن از قطب است و تا سال ۱۰ هزار میلادی همچنان دور خواهد شد. در آن زمان حدود ۴۷ درجه از قطب فاصله خواهد گرفت. بعد دوباره مسیر ظاهری خود در آسمان را به سمت قطب پی می‌گیرد تا در سال ۲۰۳۴۶ میلادی با میل ″۱۷ ′۴۳ °۸۸، کمتر از ۲ درجه با ‏‮قطب فاصله داشته باشد.

## سامانه دوتایی
ثعبان یک ستاره دوتایی طیفی تک خطی است. فقط ستاره اصلی در طیف آشکار می‌شود. تغییر سرعت شعاعی ستاره اصلی قابل اندازه‌گیری است و با به دست آوردن این مقدار، می‌توان همدمی با مدار غیر هم مرکزی در نظر گرفت. این همدم در هر ۵۱٫۴ روز یکبار به دور ستاره اصلی می‌چرخد. با در نظر گرفتن کم‌نورتر بودن ستاره دوم، می‌توان فرض کرد که فاصلهٔ این دو ستاره حدود ۰٫۴۶ واحد نجومی است و ستارهٔ همدم کمی سبک‌تر از ستارهٔ اصلی است.

## سرشتاری
رده طیفی ثعبان A0III است که شباهت آن، از نظر دما و طیف به ستارهٔ ونند یا نسر واقع را نشان می‌دهد، اما درخشندگی و جرم بیش‌تری نسبت به آن دارد. ثعبان جزو ستارگان رشته اصلی نیست و در حال حاضر همجوشی هسته‌ای هیدروژن در هسته‌اش متوقف شده‌است. این وضعیت آن را به یک ستارهٔ غول سفید تبدیل کرده‌است که ۱۲۰ بار درخشان‌تر از خورشید است. فاصلهٔ این ستاره از خورشید حدود ۳۰۰ سال نوری است.